# Lijst van voetbalinterlands Guatemala - Honduras
Deze lijst van voetbalinterlands is een overzicht van alle officiële voetbalwedstrijden tussen de nationale teams van Guatemala en Honduras. De Midden-Amerikaanse buurlanden speelden tot op heden 46 keer tegen elkaar. De eerste ontmoeting, een vriendschappelijke wedstrijd, werd gespeeld in San Salvador (El Salvador) op 31 mei 1935. Het laatste duel, eveneens een vriendschappelijke wedstrijd, vond plaats op 16 maart 2025 in Fort Lauderdale (Verenigde Staten).

## Wedstrijden
| №  | Plaats          | Datum             | Competitie                  | Wedstrijd            | Uitslag |
| -- | --------------- | ----------------- | --------------------------- | -------------------- | ------- |
| 1  | San Salvador    | 31 mei 1935       | Vriendschappelijk           | Honduras – Guatemala | 0 – 0   |
| 2  | San José        | 28 februari 1946  | CCCF-kampioenschap 1946     | Honduras – Guatemala | 5 – 3   |
| 3  | Guatemala-Stad  | 4 maart 1950      | Vriendschappelijk           | Guatemala – Honduras | 0 – 1   |
| 4  | San José        | 23 maart 1953     | CCCF-kampioenschap 1953     | Guatemala – Honduras | 2 – 0   |
| 5  | Tegucigalpa     | 25 augustus 1955  | CCCF-kampioenschap 1955     | Honduras – Guatemala | 1 – 0   |
| 6  | Tegucigalpa     | 25 september 1960 | WK 1962 kwalificatie        | Honduras – Guatemala | 1 – 1   |
| 7  | Guatemala-Stad  | 2 oktober 1960    | WK 1962 kwalificatie        | Guatemala – Honduras | 0 – 2   |
| 8  | Guatemala-Stad  | 2 maart 1963      | Vriendschappelijk           | Guatemala – Honduras | 1 – 2   |
| 9  | San Salvador    | 29 maart 1963     | CONCACAF-kampioenschap 1963 | Honduras – Guatemala | 2 – 1   |
| 10 | Tegucigalpa     | 22 januari 1967   | Vriendschappelijk           | Honduras – Guatemala | 1 – 1   |
| 11 | Tegucigalpa     | 12 maart 1967     | CONCACAF-kampioenschap 1967 | Honduras – Guatemala | 0 – 0   |
| 12 | Port-au-Prince  | 15 december 1973  | WK 1974 kwalificatie        | Guatemala – Honduras | 1 – 1   |
| 13 | Tegucigalpa     | 26 oktober 1980   | WK 1982 kwalificatie        | Honduras – Guatemala | 0 – 0   |
| 14 | Guatemala-Stad  | 7 december 1980   | WK 1982 kwalificatie        | Guatemala – Honduras | 0 – 1   |
| 15 | Tegucigalpa     | 3 oktober 1984    | Vriendschappelijk           | Honduras – Guatemala | 1 – 0   |
| 16 | Guatemala-Stad  | 16 december 1984  | Vriendschappelijk           | Guatemala – Honduras | 1 – 0   |
| 17 | Guatemala-Stad  | 8 januari 1986    | Vriendschappelijk           | Guatemala – Honduras | 1 – 0   |
| 18 | San José        | 30 mei 1991       | UNCAF Nations Cup 1991      | Guatemala – Honduras | 0 – 0   |
| 19 | Guatemala-Stad  | 13 juli 1992      | WK 1994 kwalificatie        | Guatemala – Honduras | 0 – 0   |
| 20 | Tegucigalpa     | 26 juli 1992      | WK 1994 kwalificatie        | Honduras – Guatemala | 2 – 0   |
| 21 | Santa Ana       | 4 december 1995   | UNCAF Nations Cup 1995      | Guatemala – Honduras | 0 – 2   |
| 22 | San Salvador    | 10 december 1995  | UNCAF Nations Cup 1995      | Honduras − Guatemala | 3 − 0   |
| 23 | Los Angeles     | 19 augustus 1996  | Vriendschappelijk           | Guatemala − Honduras | 1 − 1   |
| 24 | Guatemala-Stad  | 26 april 1997     | UNCAF Nations Cup 1997      | Guatemala − Honduras | 1 − 0   |
| 25 | Los Angeles     | 18 november 1998  | Vriendschappelijk           | Guatemala − Honduras | 3 − 3   |
| 26 | Miami           | 28 november 1998  | Vriendschappelijk           | Honduras − Guatemala | 0 − 0   |
| 27 | San José        | 28 maart 1999     | UNCAF Nations Cup 1999      | Honduras − Guatemala | 0 − 2   |
| 28 | Guatemala-Stad  | 24 november 1999  | Vriendschappelijk           | Guatemala − Honduras | 1 − 1   |
| 29 | Panama-Stad     | 23 februari 2003  | UNCAF Nations Cup 2003      | Guatemala − Honduras | 2 − 1   |
| 30 | Carson          | 22 juni 2003      | Vriendschappelijk           | Honduras − Guatemala | 2 − 1   |
| 31 | San Pedro Sula  | 9 september 2004  | WK 2006 kwalificatie        | Honduras − Guatemala | 2 − 2   |
| 32 | Guatemala-Stad  | 14 oktober 2004   | WK 2006 kwalificatie        | Guatemala − Honduras | 1 − 0   |
| 33 | Guatemala-Stad  | 24 februari 2005  | UNCAF Nations Cup 2005      | Guatemala − Honduras | 1 − 1   |
| 34 | Fort Lauderdale | 8 oktober 2006    | Vriendschappelijk           | Guatemala − Honduras | 2 − 3   |
| 35 | Atlanta         | 10 oktober 2006   | Vriendschappelijk           | Honduras − Guatemala | 2 − 1   |
| 36 | Miami Gardens   | 17 november 2007  | Vriendschappelijk           | Guatemala − Honduras | 0 − 1   |
| 37 | Los Angeles     | 12 oktober 2010   | Vriendschappelijk           | Honduras − Guatemala | 2 − 0   |
| 38 | Panama-Stad     | 18 januari 2011   | Copa Centroamericana 2011   | Honduras − Guatemala | 3 − 1   |
| 39 | Carson          | 7 juni 2011       | CONCACAF Gold Cup 2011      | Honduras − Guatemala | 0 − 0   |
| 40 | Houston         | 11 september 2014 | Copa Centroamericana 2014   | Guatemala − Honduras | 2 − 0   |
| 41 | Tegucigalpa     | 9 oktober 2015    | Vriendschappelijk           | Honduras − Guatemala | 1 − 1   |
| 42 | Guatemala-Stad  | 11 februari 2016  | Vriendschappelijk           | Guatemala − Honduras | 3 − 1   |
| 43 | Guatemala-Stad  | 15 november 2020  | Vriendschappelijk           | Guatemala − Honduras | 2 − 1   |
| 44 | Houston         | 27 september 2022 | Vriendschappelijk           | Honduras − Guatemala | 2 − 1   |
| 45 | Fort Lauderdale | 3 september 2023  | Vriendschappelijk           | Guatemala − Honduras | 0 − 0   |
| 46 | Fort Lauderdale | 16 maart 2025     | Vriendschappelijk           | Guatemala − Honduras | 2 − 1   |

## Samenvatting
| Competitie           | Totaal gespeeld | Winst Guatemala | Gelijk | Winst Honduras | Doelsaldo Guatemala – Honduras |
| -------------------- | --------------- | --------------- | ------ | -------------- | ------------------------------ |
| WK-kwalificatie      | 9               | 1               | 5      | 3              | 5 − 9                          |
| CONCACAF Gold Cup    | 6               | 1               | 2      | 3              | 5 − 8                          |
| Copa Centroamericana | 9               | 4               | 2      | 3              | 9 − 10                         |
| Vriendschappelijk    | 22              | 5               | 8      | 9              | 21 − 26                        |
| Totaal               | 46              | 11              | 17     | 18             | 40 − 53                        |

FNFG · A-internationals · Selecties · Guatemalteeks vrouwenelftal
1920 – 1949 ·
1950 – 1969 ·
1970 – 1979 ·
1980 – 1989 ·
1990 – 1999 ·
2000 – 2009 ·
2010 – 2019 ·
2020 − 2029
1921 · 
1922 · 
1923 · 
1923–1929 · 
1930 · 
1931–1934 · 
1935 · 
1935–1942 · 
1943 · 
1944 · 1945 · 
1946 · 
1947 · 
1948 · 
1949 · 
1950 · 
1941 · 1942 · 
1953 · 
1954 · 
1955 · 
1956 · 
1957 · 
1958 · 1959 · 
1960 · 
1961 · 1962 · 
1963 · 
1964 · 
1965 · 
1966 · 
1967 · 
1968 · 
1969 · 
1970 · 
1971 · 
1972 · 
1973 · 
1974 · 
1975 · 
1976 · 
1977 · 
1978 · 1979 · 
1980 · 
1981 · 1982 · 
1983 · 
1984 · 
1985 · 
1986 · 
1987 · 
1988 · 
1989 · 
1990 · 
1991 · 
1992 · 
1993 · 1994 · 
1995 · 
1996 · 
1997 · 
1998 · 
1999 · 
2000 · 
2001 · 
2002 · 
2003 · 
2004 · 
2005 · 
2006 · 
2007 · 
2008 · 
2009 · 
2010 · 
2011 · 
2012 · 
2013 · 
2014 ·
2015 ·
2016 ·
2017 ·
2018 ·
2019 ·
2020 ·
2021 ·
2022 ·
2023 ·
2024
Anguilla ·
Antigua en Barbuda ·
Argentinië ·
Armenië ·
Barbados ·
Belize ·
Bermuda ·
Bolivia ·
Brazilië ·
Britse Maagdeneilanden ·
Canada ·
Chili ·
Colombia ·
Costa Rica ·
Cuba ·
Curaçao ·
Dominica ·
Dominicaanse Republiek ·
Ecuador ·
El Salvador ·
Grenada ·
Guyana ·
Haïti ·
Honduras ·
IJsland ·
Iran ·
Israël ·
Jamaica ·
Japan ·
Mexico ·
Nederlandse Antillen ·
Nicaragua ·
Noorwegen ·
Panama ·
Paraguay ·
Peru ·
Polen ·
Puerto Rico ·
Qatar ·
Saint Lucia ·
Saint Vincent en de Grenadines ·
Slowakije ·
Sovjet-Unie ·
Suriname ·
Trinidad en Tobago ·
Uruguay ·
Venezuela ·
Verenigde Staten ·
Zuid-Afrika ·
Zuid-Korea
Hondurese voetbalbond · A-internationals · Selecties · Bondscoaches · Hondurees vrouwenelftal · Olympisch elftal · Honduras U21 · Honduras U19 · Honduras U17
1920 – 1959 ·
1960 – 1969 ·
1970 – 1979 ·
1980 – 1989 ·
1990 – 1999 ·
2000 – 2009 ·
2010 – 2019 ·
2020 − 2029
CGC 2021
CA 2001
WK 1982 · 
WK 2010 · 
WK 2014
OS 2000 · 
OS 2008 · 
OS 2012 ·
OS 2016 ·
OS 2020
1921 · 
1922–1929 · 
1930 · 
1931–1934 · 
1935 · 
1936–1945 · 
1946 · 
1947–1949 · 
1950 · 
1951–1952 · 
1953 · 
1954 · 
1955 · 
1956 · 
1957 · 
1958–1959 · 
1960 · 
1961 · 
1962 · 
1963 · 
1964 · 
1965 · 
1966 · 
1967 · 
1968 · 
1969 · 
1970 · 
1971 · 
1972 · 
1973 · 
1974 · 
1975 · 
1976 · 
1977 · 
1978 · 
1979 · 
1980 · 
1981 · 
1982 · 
1983 · 
1984 · 
1985 · 
1986 · 
1987 · 
1988 · 
1989–1990 · 
1991 · 
1992 · 
1993 · 
1994 · 
1995 · 
1996 · 
1997 · 
1998 · 
1999 · 
2000 · 
2001 · 
2002 · 
2003 · 
2004 · 
2005 · 
2006 · 
2007 · 
2008 · 
2009 · 
2010 · 
2011 · 
2012 · 
2013 · 
2014 · 
2015 · 
2016 ·
2017 ·
2018 ·
2019 ·
2020 ·
2021 ·
2022 ·
2023 ·
2024
Argentinië ·
Australië ·
Azerbeidzjan ·
Belize ·
Bermuda ·
Bolivia ·
Brazilië ·
Canada ·
Chili ·
China ·
Colombia ·
Costa Rica ·
Cuba ·
Curaçao ·
Denemarken ·
Ecuador ·
El Salvador ·
Engeland ·
Finland ·
Frankrijk ·
Grenada ·
Griekenland ·
Guatemala ·
Haïti ·
IJsland ·
Israël ·
Jamaica ·
Japan ·
Joegoslavië ·
Letland · 
Mexico ·
Nederlandse Antillen ·
Nicaragua ·
Nieuw-Zeeland ·
Noord-Ierland · 
Noorwegen ·
Panama ·
Paraguay ·
Peru ·
Puerto Rico ·
Qatar ·
Roemenië ·
Saint Vincent en de Grenadines ·
Saoedi-Arabië ·
Servië ·
Slovenië ·
Spanje ·
Suriname ·
Trinidad en Tobago ·
Turkije ·
Uruguay ·
Venezuela ·
Verenigde Arabische Emiraten ·
Verenigde Staten ·
Wit-Rusland ·
Zambia ·
Zuid-Afrika ·
Zuid-Korea ·
Zwitserland
Chili (2010) ·
Ecuador (2014) ·
Frankrijk (2014) ·
Spanje (2010) ·
Zwitserland (2010) · 
Zwitserland (2014)